# 時論公論
『時論公論』（じろんこうろん）は、NHK総合テレビジョンで、2006年4月3日から放送を開始したニュース解説番組である。2006年3月31日まで放送されていたニュース解説番組『あすを読む』に替わるものである。
2006年4月3日から2010年3月26日まで、平日23時台のニュース番組（後述）に内包されての1コーナー扱いとして放送してきたが、2010年3月29日より正式に単独番組として放送されている。

## 概要
内容は『あすを読む』同様に、NHK解説委員室の解説委員が出演し、直近の話題について背景や展望を解説する。基本的に担当は1人であるが、複数人出演する場合もある。特に2015年度以後に2人、ないしは3人での対談形式で放送する回が増えている。また、時間を延長することもまれにある。なお、直前に大きな事件や災害が発生した時、および大きなニュースが発生した時は、それに関係した内容に変更する場合がある。
2006年4月3日から2007年3月30日までは、『スポーツ&ニュース』の1コーナーとして内包されていたが、2007年4月2日からは後継にあたる『きょうのニュース&スポーツ』に内包されることになった。編成の都合で単独番組扱いとなることもある（後述）。
放送時間目安（時間はJSTで表記）
- 2006年度　23:45 - 23:54（オープニングテーマ及びCGあり）
- 2007年度　23:50 - 翌0:00（セットが白を基調としたものに一新。オープニングテーマ及びCGがなくなった分、『きょうのニュース&スポーツ』のメインキャスターから、その日の解説のあらましを述べて本編に入る。また、このコーナーが終わると同時に、日付が変わるため、エンディングに音楽が流されるようになった）

NHKワールド・プレミアムは2011年度まで国内同時放送を行っていたが、2012年度からは当該時間帯にBS1の『ワールドWaveトゥナイト』の時差放送が編成されるため、2:25 - 2:35の時差放送に変更された。

### 単独番組時の概要
基本的にはほとんど変わらないが、単独番組扱いのため、最後には「終 制作・著作 NHK」と表示される。2006年11月15日の場合、オープニングは『スポーツ&ニュース』で使われていたものを使用した。2007年7月16日 - 7月27日、2008年8月11日 - 8月22日、9月1日の場合は、オープニングに挨拶はあるものの、『きょうのニュース&スポーツ』の中の1コーナーとして放送されていないため、通常されている概要の説明はなく、ダイレクトに内容に入っていく。
2007年7月17日未明から7月27日未明（7月16日深夜から7月26日深夜）には、参議院選挙比例代表政見放送をいずれも前日の23:05 - 24:00の間に放送するための措置として、0:10 - 0:20【7月17日と18日の未明（16日と17日の深夜）は、10分繰り下がった0:20 - 0:30）】に放送、通常の『きょうのニュース&スポーツ』は7月16日から7月26日の22:50 - 23:05に前倒し。また0時からのニュースは定時ニュース扱いとした。『N&S』キャスターのあらまし説明はなく、時間に少し余裕があったときは、「続いてニュース解説、時論公論です」と振りだけ行った。
2007年9月12日（安倍晋三の内閣総理大臣辞職の報道に終止）はローカルニュースと入れ替えて23:45 - 23:55に放送。また、エンディングで表示される『ニュース&スポーツ』のロゴは表示されなかった。
2008年8月の北京オリンピック期間中は『NHKニュース』の後に『時論公論』扱いで放送されていた（ただし、開会式を除く）。
2008年9月2日未明（1日深夜）も福田康夫の内閣総理大臣辞職を受けて、『NHKニュース』の後0:20 - 0:30に『時論公論』扱いで放送されていた。

## 2010年度以降の概要
2010年3月29日からは『きょうのニュース&スポーツ』の枠が『Bizスポ』（2012年度からは、23:25 - 23:35枠の『Sportsプラス』と23:35 - 23:50枠の『Bizプラス』に分割）と午前0時の定時ニュース（2011年度は『NHKニュース24』・2012年度は『NEWS WEB 24』）に分割されるため、正式に単独番組となる。
単独放送となってからしばらくは、オープニングCGとエンディングがあり、エンディングは「時論公論 終」と出るのみで、制作著作クレジットはなかった。しかし、2014年4月からは、『あすを読む』終了以来、制作著作クレジットが復活している。また、画面上部に「この番組はNHKオンデマンドで配信します」という字幕も表示される他、『解説スタジアム』放送日直前のエンディングでは、『解説スタジアム』の放送予告テロップも表示される。またエンディング（2010年度からのオープニングも同様）は前身『あすを読む』の時代からの流れで都内のお天気カメラからの映像（渋谷スクランブル交差点、東京タワー他）を映し出しながら終了する。
2013年度からは23:25 - 23:35枠の『Sportsプラス』と23:35 - 23:50枠の『Bizプラス』の枠が23:20 - 23:30枠の『Sportsプラス』と23:30 - 翌0:00枠に『NEWS WEB』が放送されるため、当番組は2013年4月（正確には4月2日）から火曜日から土曜日0時から0時10分（月曜日から金曜日の深夜）に変更になる。この2013年度から、3番組共通アイキャッチが用意され、それがオープニングの代わりとなった。
2014年3月11日未明（10日深夜）の放送は、東日本大震災からちょうど3年となることから、『時論公論スペシャル』として0:00 - 0:30の拡大版で放送した。また、これ以外でも、『スペシャル』として30分の拡大版で放送する日（2016年1月5日放送分など）がある。
2016年度から23:20 - 23:30枠の『Sportsプラス』と23:30 - 翌0:00枠の『NEWS WEB』を統合した新番組『ニュースチェック11』の放送時間が23:15 - 23:55枠での放送のため、当番組は2016年4月（正確には4月4日）から放送時間が月曜日から金曜日23:55 - 翌0:05枠に変更になる。ニュース番組に内包されていた時期を含め、放送中に日付をまたいだ編成は初めてとなる。
2016年5月25日放送分は、三重県志摩市で直前に行われた安倍晋三内閣総理大臣と第44代米国大統領バラク・オバマの日米首脳共同記者会見を『ニュースウオッチ9』内で生中継したが、その放送時間が23:38までと大幅延長したため、その後『ニュースチェック11』の23分繰り下げ放送に引き続き、26日0:18 - 0:33に23分繰り下げ・5分拡大で放送した。また、フランスで開催中の『第44回トゥーロン国際サッカー大会 グループB「日本」対「ギニア」』戦中継の関係で、急遽マルチチャンネル実施となり、本番組はメインチャンネルで放送となった。
2016年9月2日放送分は、ロシア・ウラジオストクで安倍晋三内閣総理大臣と第4代ロシア連邦大統領ウラジーミル・プーチンとの日露首脳会談が行われた関係で、番組もウラジオストクから放送を行った（当日のEPGと本編中のクレジットより）。
2018年度は23:15 - 23:55枠の『ニュースチェック11』の放送時間が23:10 - 23:40枠に変更されるため、当番組は2018年4月から放送時間が月曜日から金曜日23:40 - 23:50枠に変更になる。
2019年度からは『ニュースきょう一日』が23:20 - 23:35に放送されるため、当番組は2019年4月から放送時間が月曜日から金曜日23:35 - 23:45枠に変更となる。
2020年度からは本番組とは別に前年度（2019年度）まで放送されていた『解説スタジアム』を改題する形で、『時論公論 クエスチョン・タイム』とのタイトルで複数の解説委員が討論する番組を主に祝日の日中に放送している。
2020年9月28日から4:50 - 5:00に再放送を行う。
2021年3月29日からは『ニュースきょう一日』が終了することや『聖火リレーデイリーハイライト』などを編成する兼ね合いから、放送時間を10分繰り上げ、月曜日から金曜日の23:20 - 23:30に変更となる。4:50 - 5:00の再放送を継続すると同時に、同日14:50 - 15:00にも再々放送枠を新設。また、BS1でも5:50 - 6:00に時差放送を行う。なお、東京オリンピック中継により、同年7月26日月曜日から8月6日金曜日まで、24:00 - 24:10（火曜日から土曜日の0:00 - 0:10）に臨時移動となる。
2021年10月7日の放送は、22時41分頃に発生した千葉県北西部地震により、地震関連情報を伝えた為、番組休止となった。
2022年度の番組改編により、15分繰り下げ月曜日から金曜日の23:35 - 23:45となった。また、スピンオフ番組扱いとなっていた『時論公論 クエスチョン・タイム』を改題し、『ニュースなるほどゼミ』という番組を同年6月から開始した。前番組とは異なり、専門分野の解説委員による解説に加え、ゲストのタレントからの質疑応答を交えて展開している。
解説委員のみが出演する番組ということもあり、放送中に緊急地震速報が出た際には解説委員自身が呼びかけを行う。ただし、アナウンサーとは違い、かなり簡潔なものとなっている。
実際に、2022年3月18日には当番組の生放送中に岩手県沖を震源とする最大震度5強の地震(M5.6)が発生し、緊急地震速報の発表直後に出演していた解説委員が初動対応を行い、報道スタジオで待機していたアナウンサーに引き継いだ。
2023年度の再放送は原則として、早朝火曜から土曜の4時10分-4時20分（放送日付上は前日深夜扱い）と月曜から金曜の14時台（月曜は前週金曜日の再放送）に行われている。14時台は当初14:35-14:45だったが、11月28日以後、NHK地域局発（14:05-14:35）が事実上終了、連続テレビ小説アンコール枠が従前の14:45-15:00の1本から、14:15からの3本建てに変更されたことから、当番組の再放送も30分前倒しで14:05-14:15に繰り上げられたが、令和6年能登半島地震発生に伴い、1月4日以後当面の間、平日14時台（第213回国会に関わる国会中継実施日など、特別な有事や祝日などの特別編成日は除く）で14:05-14:45にその関連のライフライン情報を提供（金沢発）する都合上、1月23日まで休止されていた。
2024年度では、本放送の時間が2020年度と同様の月曜日から金曜日の23:30 - 23:40に変更された。併せて、早朝の再放送がなくなり、また13-19時台の報道・情報枠拡大などに伴い、日中の再放送は原則14時50分から15時（月曜は前週金曜分）に行う。また、NHKワールド JAPANのホームページ上においても、同時配信を開始した。なお、日本国内からのインターネット視聴は既に類似サービスであるNHKプラスが行われていることや受信料制度との整合性の観点から配信対象外となっており、不可能である。
2025年度では、本放送の時間に不定期で『時論公論＋』と題して、いつもの解説員一人による原稿読みのスタイルではなく解説委員二人による話し言葉のスタイルで放送している。
台風など重大な気象事案発生時は、本番組を休止し、関連ニュース（ローカル）に差し替える場合がある。